# La Folle Journée de Ferris Bueller
Pour les articles homonymes, voir Ferris.
Pour plus de détails, voir Fiche technique et Distribution.
La Folle Journée de Ferris Bueller   ou Ferris Bueller au Québec (Ferris Bueller's Day Off) est un film américain écrit, co-produit et réalisé par John Hughes et sorti en 1986. Il raconte l'histoire d'un cancre du lycée, Ferris, qui sèche l'école avec son meilleur ami Cameron et sa petite amie Sloane pour passer une journée à Chicago, brisant régulièrement le quatrième mur pour expliquer ses techniques et ses pensées intérieures.
Hughes écrit le scénario en moins d'une semaine. Le tournage commence en septembre 1985 et se termine en novembre, montrant de nombreux lieux emblématiques de Chicago comme la Sears Tower, Wrigley Field, et l'Art Institute of Chicago. Le film est une lettre d'amour de Hughes à Chicago : « Je voulais vraiment capturer [la ville] autant que possible. Pas seulement dans l'architecture ou le paysage, mais dans l'esprit ».
Distribué par Paramount Pictures et sorti le 11 juin 1986, le film est le dixième film plus grand succès de 1986 aux États-Unis, avec 70 millions $ de recettes pour un budget de 5 millions $. Il reçoit des critiques généralement positives de la part des critiques et du public, qui saluent la prestation de Matthew Broderick, ainsi que l'humour et le ton du film.
Il est inscrit en 2014 au National Film Registry pour être conservé à la bibliothèque du Congrès des Etats Unis pour son importance « culturelle, historique ou esthétique,, ». Le film est suivi de la série télévisée Ferris Bueller (en) avec Charlie Schlatter dans le rôle titre. Un spin-off intitulé Sam & Victor's Day Off, centré sur les deux voituriers ayant emmené la Ferrari du père de Cameron faire un tour, est en cours de développement pour Paramount+.

## Synopsis
Ferris Bueller, un adolescent populaire et charmeur mais aussi cancre invétéré, vivant dans la banlieue aisée de Chicago, décide un beau matin de se prendre une journée de congé. Peu d'obstacles lui résistent lorsqu'il a une idée en tête. Se faisant passer pour malade, il sèche les cours et débauche pour la journée son meilleur ami Cameron — un jeune homme hypocondriaque et défaitiste — ainsi que Sloane, sa petite amie.

## Fiche technique
- Titre français : La Folle journée de Ferris Bueller
- Titre québécois : Ferris Bueller
- Titre original : Ferris Bueller's Day Off
- Réalisation et scénario : John Hughes
- Photographie : Tak Fujimoto
- Musique : Ira Newborn
- Production : John Hughes et Tom Jacobson
- Société de production : Paramount Pictures
- Société de distribution : Paramount Pictures
- Budget : 6 000 000 de dollars
- Langue originale : anglais
- Genre : comédie
- Durée : 102 minutes
- Dates de sortie :
  - États-Unis : 11 juin 1986
  - France : 17 décembre 1986

## Distribution
- Matthew Broderick (VF : Chris Benard) : Ferris Bueller
- Alan Ruck (VF : Luq Hamet) : Cameron Frye
- Mia Sara (VF : Regine Teyssot) : Sloane Peterson
- Jeffrey Jones (VF : Luc Florian) : Ed Rooney, le principal du lycée
- Jennifer Grey (VF : Anne Rondeleux) : Jeanie Bueller, la sœur de Ferris
- Cindy Pickett (VF : Anne Kerylen) : Katie Bueller, la mère de Ferris
- Lyman Ward (VF : Mario Santini) : Tom Bueller, le père de Ferris
- Edie McClurg (VF : Jeanine Forney) : Grace, la secrétaire de Rooney
- Charlie Sheen (VF : Franck Baugin) : le garçon au poste de police
- Ben Stein (VF : Jean-Pierre Leroux) : le professeur d'économie
- Kristy Swanson : Simone Adamley, une élève
- Virginia Capers : Florence Sparrow
- Max Perlich : Anderson
- Joey D. Vieira : le livreur de pizza
- Louie Anderson : le livreur de fleurs
- Polly Noonan : la fille dans le bus
- Jonathan Schmock (VF : Edgar Givry) : le garçon à l'entrée de Chez Quis
- John Hughes : l'homme courant entre les taxis (caméo)

## Production

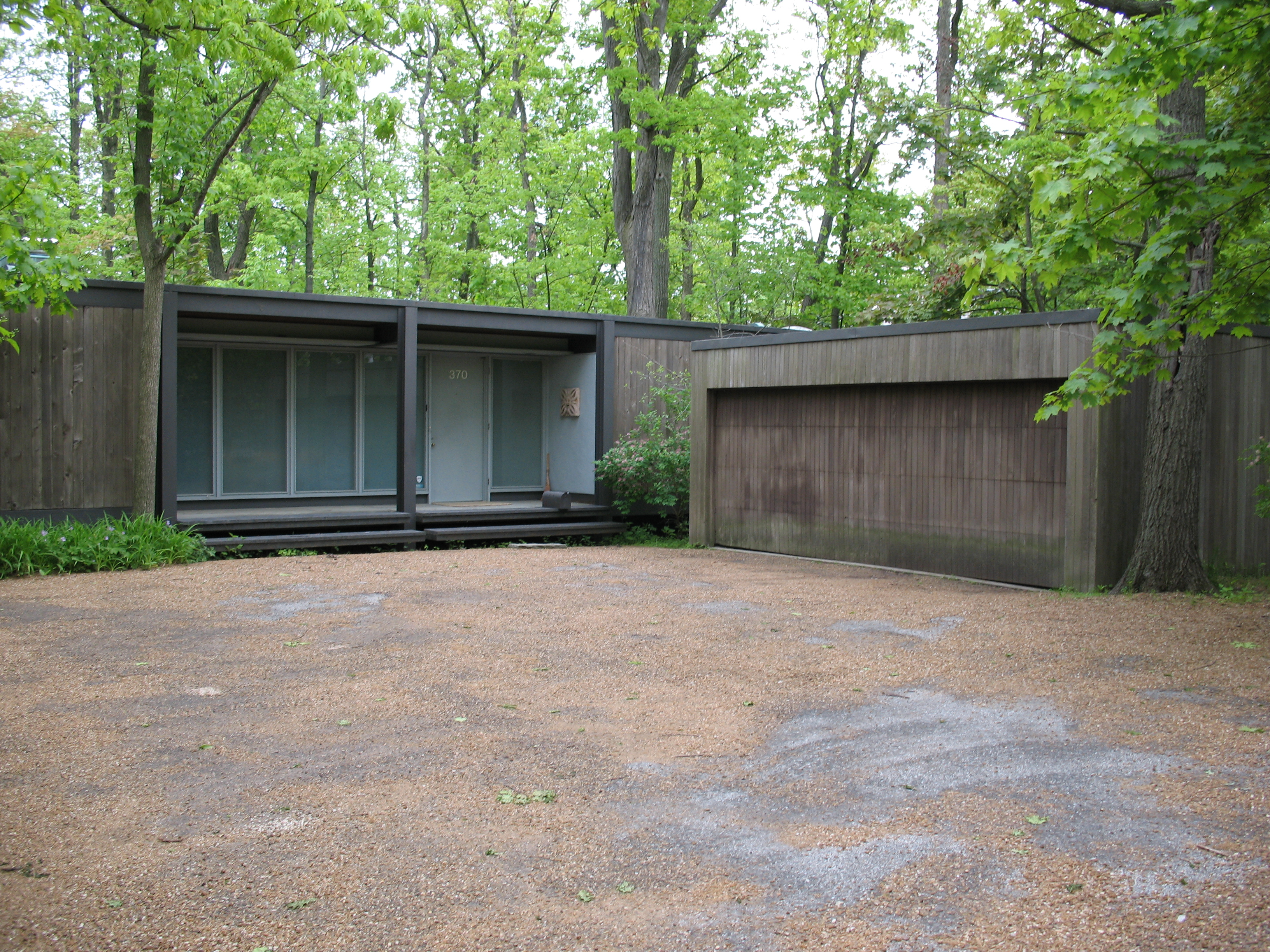
La Ben Rose House

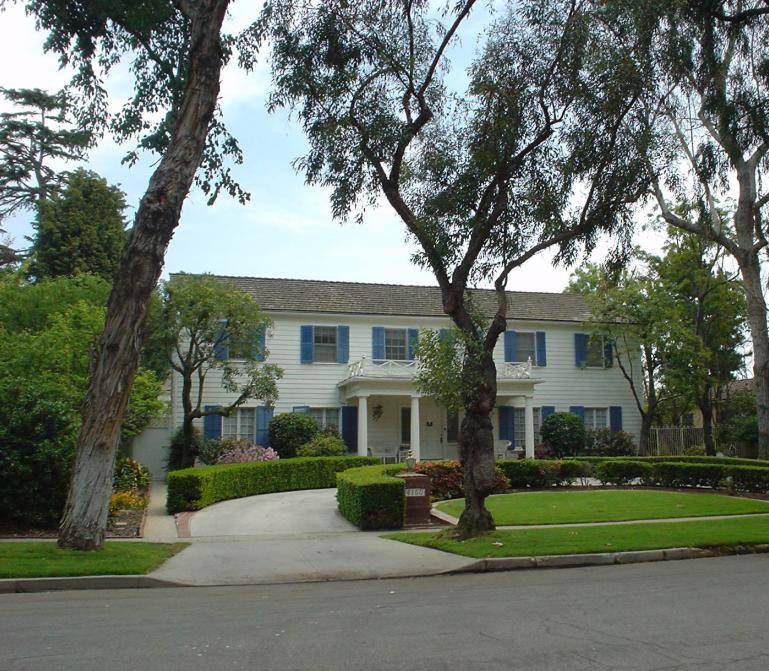
La maison utilisée de la famille Bueller, située dans le quartier de Los Cerritos à Long Beach

### Tournage

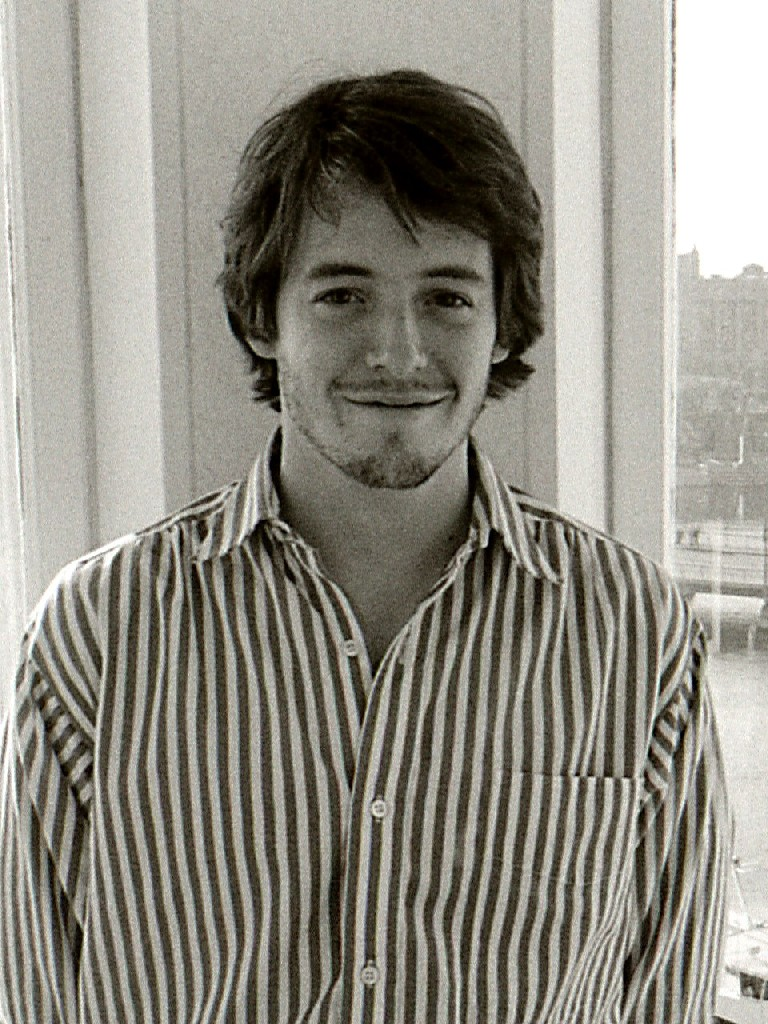
Matthew Broderick, lors de la promotion du film en Suède.

Le tournage se déroule de septembre à novembre 1985. Il a lieu dans l'Illinois, notamment à Chicago (Downtown, le Wrigley Field à Lakeview, Lake Shore Drive, The Loop, Art Institute, Chicago Board of Trade, Chicago Mercantile Exchange, Gold Coast), ainsi qu'à Northbrook, Lake Forest, Des Plaines, Glencoe, Winnetka. La maison utilisée pour la demeure du père de Cameron est la Ben Rose House située à Highland Park. Quelques scènes sont tournées en Californie, notamment à Long Beach ou encore Los Angeles.

### Bande originale
Le film contient de nombreuses chansons non originales, en plus des compositions originales d'Ira Newborn. Initialement, aucun album de la bande originale n'est à l'époque commercialisé car John Hughes pense que tous les morceaux ne peuvent former un album cohérent. Cependant, il révèlera en interview avoir envoyé 100 000 singles 45 tours contenant deux titres issus du film à certains fans. En septembre 2016, La-La Land Records commercialise un album, en édition limitée à 5 000 exemplaires. Cette bande originale contient les chansons new wave et pop ainsi que toutes les compositions originales d'Ira Newborn. Cependant, pour des raisons de droits, certaines chansons ne sont pas présentes (Twist and Shout, Taking The Day Off et March of the Swivelheads.
Listes des morceaux entendus dans le film
- Bad de Big Audio Dynamite
- Beat City de The Flowerpot Men
- Danke Schoen (en) de Wayne Newton
- The Edge of Forever et Please Please Please Let Me Get What I Want de The Dream Academy
- I'm Afraid de Blue Room
- Jeannie (thème de Jinny de mes rêves) composé par Hugo Montenegro
- Love Missile F1-11 de Sigue Sigue Sputnik
- March of the Swivelheads de The Beat
- Oh Yeah de Yello
- Radio People de Zapp
- Taking the Day Off de General Public
- Twist and Shout de The Beatles
- Go Down Moses par Alan Ruck
- Man on the Moon de Ray Foote
- Minuet from String Quartet in E Major de Luigi Boccherini

## Accueil

### Box-office
Le film sort dans 1 330 salles aux États-Unis et enregistré 6 275 647 $ de recettes pour son premier week-end d'exploitation, ce qui en fait le 2e meilleure démarrage cette semaine. Aux États-Unis, le film dépasse les 70 millions de dollars au box-office. Il est le 10e meilleur film au box-office 1986 au Canada et aux États-Unis. En France, le film enregistre 265 757 entrées.

## Distinctions
- Golden Globes 1987 : nomination dans la catégorie du meilleur acteur dans un film musical ou une comédie pour Matthew Broderick[15]
- Entrée au National Film Registry en 2014

## Analyse
Après Sixteen Candles (1984), Une créature de rêve (1985), The Breakfast Club (1985) et Rose bonbon (1986), c'est le cinquième film que John Hughes consacre à un nouveau regard sur l'adolescence, ouvrant la porte à un nouveau genre cinématographique. Outre son scénario, le film séduisit par l'impertinence de son ton et par son traitement, le personnage incarné par Matthew Broderick brisant souvent le quatrième mur.